# Røvik

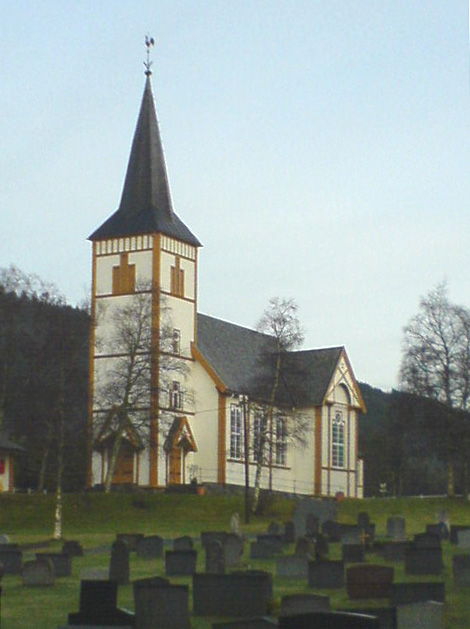
Église de Røvik

Røvik est un hameau de Norvège situé dans la péninsule de Skålahalvøya et appartenant à la commune de Molde, comté de Møre og Romsdal.
Røvik se situe à l'intersection de la route 64 et de la fylkesvei 406 reliant Røvik à Kleive.

## Église de Røvik
L'église de Røvik est une église en bois construite en 1905. Elle dispose de 280 places. Une partie importante de l'inventaire provient de l'ancienne église de Bolsøy détruite en 1906:  en particulier l'autel, les fonts baptismaux, la chaire et les cloches.